# 皇甫端
皇甫端（こうほ たん）は、『水滸伝』の登場人物。梁山泊第57位の好漢。地獣星の生まれ変わりとされる。渾名は紫髯伯（しぜんはく）で、碧い眼と赤い髯という容貌に由来する。馬などの家畜・動物を専門に診る医師（獣医）である。

## 経歴
梁山泊に入山したばかりの張清の推薦で入山する。梁山泊に入山した最後の好漢であり、皇甫端が入山したことで108の好漢が全て揃った。
入山後は特筆すべき活躍というものは見られていないが、戦や生活全般に重要であった馬の診療・治療に当たっていることから、梁山泊内でも重用されていたと推測される（神医と呼ばれた安道全に次ぐ序列であることもそれを表している）。
方臘討伐の折には、時の皇帝・徽宗から、金大堅とともに名指しで都に残るように命じられた。そのまま東京に留まり、方臘討伐後には宮中の馬を管理統括する役に任ぜられた。